# 小屋名站
小屋名站（日语：／ Oyana eki */?）是位於岐阜縣關市小屋名，名古屋鐵道美濃町線的車站（廢站）。

## 歷史
此站在1911年，美濃電氣軌道路線開通時同時啟用。並於2005年4月1日，美濃町線全線廢除時，此站也被廢除。
- 1911年（明治44年）2月11日 - 美濃電氣軌道神田町站（後來名為岐阜柳瀨站）至上有知站（後來名為美濃站）之間開通，此站啟用[3][4]。
- 1930年（昭和5年）8月20日 - 美濃電氣軌道與名古屋鐵道（第一代。同年中改名為名岐鐵道，在1935年起再改名為名古屋鐵道）合併。成為名古屋鐵道的美濃町線車站[3]。
- 1948年（昭和23年）11月1日前 - 成為無人車站[5]。
- 2005年（平成17年）4月1日 - 美濃町線全線廢除，此站也同時廢除[6]。

## 車站構造
截至車站廢除前，此站是地面車站，設有1面1線的單式月台。此站為無人車站。月台南邊設有與美濃町線並行的國道（國道156號與248號的重疊區間）。而國道旁的行人路與月台是位於同一平面上。

### 配線圖
| ← 徹明町方向    | 小屋名站 站內配線略圖 | → 新關方向 |
| 图例 参考文献： |                       |            |

## 使用狀況
- 在中提及在1992年度，當時1日平均上下車人次為430人，為除岐阜市內線均一車費區間內各站（岐阜市內線、田神線、美濃町線徹明町站至琴塚站之間）外名鐵所有車站（342站）中排名第280，美濃町線日野橋至美濃之間（14站）排名第5[2]。

## 車站周邊
上述提及，此站附近的美濃町線路段與國道並行，在新關方向設有國道156號與248號分岔點。而美濃町線會繼續與國道248號並行。
- 小金田郵局
- 關市立金龍小學（日语：関市立金竜小学校）
- 關市立小金田中學（日语：関市立小金田中学校）
- 岐阜縣百年公園（日语：岐阜県百年公園）
- 岐阜巴士（日语：岐阜乗合自動車）、關城市巴士（日语：関市内巡回バス）：「小屋名」巴士站（替代交通服務）[7][10]

## 相鄰車站
名古屋鐵道
■美濃町線
白金－小屋名－赤土坂

## 注腳
1. ↑  國土地理院2.5萬地形圖「岐阜北部」，1992年(平成4年)修正版。
2. 1 2  名古屋鐵道廣報宣傳部（編）. . 名古屋鐵道. 1994: 651–653.
3. 1 2  . 鄉土出版社. 1997: 219–230. ISBN 4-87670-097-4 （日语）.
4. ↑  “岐阜線”各線停車場一覧 美濃町線、p.143。
5. ↑  名古屋鉄道広報宣伝部（編）. . 名古屋鐵道. 1994: 880 （日语）.
6. ↑  今尾惠介（監修）.  7 東海. 新潮社. 2008: 51–52. ISBN 978-4-10-790025-8 （日语）.
7. 1 2  廃線路線主要駅の今昔 美濃町線、p.107。
8. ↑  電氣車研究會，《鐵道畫刊》通卷第473號 1986年12月 臨時增刊号 「特集 - 名古屋鐵道」，附圖「名古屋鐵道路線略圖」
9. ↑  川島令三. . 名古屋北部・岐阜篇 1. 草思社. 1997: 184. ISBN 4-7942-0796-4 （日语）.
10. ↑  關城市巴士地圖路線圖、2017年4月1日修正PDF（日語），2017年6月13日參閱。